# Niccolò Jommelli
Niccolò Jommelli (Aversa, 10 de setembro de 1714 - Nápoles, 25 de agosto de 1774) foi um compositor de óperas italiano, principalmente no campo da ópera-séria.
Niccolò Jommelli nasceu em Aversa, então uma cidade do Reino de Nápoles. Iniciou os seus estudos musicais com padre da sua cidade, apelidado de Mozzillo. Em 1725 entrou no Conservatorio di Santo Onofrio a Capuana, em Nápoles, onde estudou com Francesco Durante. Por motivos desconhecidos, o pai retirou-o deste conservatório e, três anos mais tarde, ele estava inscrito no Conservatorio di Santa Maria della Pietà dei Turchini, onde foi treinado por Niccolò Fago, Giacomo Sarcuni e Andrea Basso. Ele foi fortemente influenciado por Johann Adolf Hasse, que estava em Nápoles durante este período. Após concluir seus estudos, começou a compor escrevendo uma ópera bufa intitulada L'errore amorosa no início de 1737. Sua primeira ópera séria, Ricimero re di Goti, foi um sucesso em Roma em 1740.

## Trabalhos
Jommelli escreveu cantatas, oratórios e outras obras sacras, mas de longe a parte mais importante de sua produção foram suas óperas, especialmente suas óperas sérias, das quais deixou cerca de sessenta, muitas com libretos de Metastasio. Em seu trabalho ele tendia a se concentrar mais na história e no dramatismo do que no puro virtuosismo vocal, como era a norma na ópera italiana na época. Ele aumentou o número de conjuntos e coros nas óperas e, influenciado por compositores da ópera francesa como Jean-Philippe Rameau, introduziu bailados em seu trabalho. Deu mais importância à orquestra (em especial os instrumentos de sopro) para ilustrar os acontecimentos da história, bem como criou passagens inteiramente orquestrais, em vez de deixar a orquestra como simples apoio para os cantores. De Hasse ele aprendeu a escrever recitativos acompanhados pela orquestra, e não apenas por um cravo. Suas reformas são por vezes consideradas como iguais em importância às de Christoph Willibald Gluck.

### Operas
| - L'errore amoroso (Naples, 1737) – folheto por Antonio Palomba - Odoardo (Naples, 1738) - Ricimero re de' Goti (Rome, 1740) - Astianatte (Rome, 1741) – folheto por Antonio Salvi - Ezio (Bologna, 1741) – folheto por Metastasio - Semiramide riconosciuta (Turin, 1741) – folheto por Metastasio - Merope (Venice, 1741) – folheto por Apostolo Zeno - Don Chichibio (Rome, 1742) - Eumene (Bologna, 1742) – folheto por Apostolo Zeno - Semiramide (Venice, 1742) – folheto por Francesco Silvani - Tito Manlio (Turin, 1743) – folheto por Gaetano Roccaforte - Demofoonte (Padua, 1743) – folheto por Metastasio - Alessandro nell'Indie (Ferrara, 1744) – folheto por Metastasio - Ciro riconosciuto (Bologna, 1744) – folheto por Metastasio - Sofonisba (Venice, 1746) – folheto por Antonio Zanetti e Girolamo Zanetti - Cajo Mario (Rome, 1746) – folheto por Gaetano Roccaforte - Antigono (Lucca, 1746) – folheto por Metastasio - Tito Manlio (Venice, 1746) – folheto por Jacopo Antonio Sanvitale - Didone abbandonata (Rome, 1747) – folheto por Metastasio - L'amore in maschera (Naples, 1748) – folheto por Antonio Palomba - Achille in Sciro (Vienna, 1749) – folheto por Metastasio - Artaserse (Rome, 1749) – folheto por Metastasio - Ciro riconosciuto (Venice, 1749) – folheto por Metastasio - Demetrio (Parma, 1749) – folheto por Metastasio - La cantata e disfida di Don Trastullo (Rome, 1749) - Cesare in Egitto (Rome, 1751) – folheto por Giacomo Francesco Bussani - Ifigenia in Aulide (Rome, 1751) – folheto por Mattia Verazi - La villana nobile (Palermo, 1751) – folheto por Antonio Palomba - L'uccellatrice (Venice, 1751) – folheto por Carlo Goldoni - Ipermestra (Spoleto, 1751) – folheto por Metastasio - Talestri (Rome, 1751) – folheto por Gaetano Roccaforte - I rivali delusi (Rome, 1752) - Attilio Regolo (Rome, 1753) - Bajazette (Turin, 1753) – folheto por Agostino Piovene - Fetonte (Stuttgart, 1753) – folheto por Leopoldo de Villati - La clemenza di Tito (Stuttgart, 1753) – folheto por Metastasio - Il paratajo (Paris, 1753) – revisão de L'uccellatrice - Don Falcone (Bologna, 1754) - Catone in Utica (Stuttgart, 1754) – folheto por Metastasio - Lucio Vero (Milan, 1754) - Il giardino incantato (Stuttgart, 1755) | - Enea nel Lazio (Stuttgart, 1755) – folheto por Mattia Verazi - Penelope (Stuttgart, 1755) – folheto por Mattia Verazi - Il Creso (Rome, 1757) – folheto por Giovacchino Pizzi - Temistocle (Naples, 1757) – folheto por Metastasio - Tito Manlio (Stuttgart, 1758) - Ezio (Stuttgart, 1758) - L'asilo d'amore (Stuttgart, 1758) - Endimione (Stuttgart, 1759) - Nitteti (Stuttgart, 1759) – folheto por Metastasio - Alessandro nell'Indie (Stuttgart, 1760) - Cajo Fabrizio (Mannheim, 1760) – folheto por Mattia Verazi - L'Olimpiade (Stuttgart, 1761) – folheto por Metastasio - L'isola disabitata (Ludwigsburg, 1761) – folheto por Metastasio - Semiramide riconosciuta (Stuttgart, 1762) - Didone abbandonata (Stuttgart, 1763) - Il trionfo d'amore (Ludwigsburg, 1763) – folheto por Giampiero Tagliazucchi - Demofoonte (Stuttgart, 1764) - Il re pastore (Ludwigsburg, 1764) – folheto por Giampiero Tagliazucchi - La pastorella illustre (Stuttgart, 1764) – folheto por Giampiero Tagliazucchi - Temistocle (Ludwigsburg, 1765) - Imeneo in Atene (Ludwigsburg, 1765) - Il matrimonio per concorso (Ludwigsburg, 1766) – folheto por Gaetano Martinelli - La critica (Ludwigsburg, 1766) - Vologeso (Ludwigsburg, 1766) – folheto por Mattia Verazi - Il matrimonio per concorso (Ludwigsburg, 1766) - Il cacciatore deluso (Tübingen, 1767) – folheto por Gaetano Martinelli - Fetonte (Ludwigsburg, 1768) - L'unione coronata (Solitude, 1768) - La schiava liberata (Ludwigsburg, 1768) – folheto por Gaetano Martinelli - Armida abbandonata (Naples, 1770) – folheto por Francesco Saverio de' Rogati - Demofoonte (Naples, 1770) - Ifigenia in Tauride (Naples, 1771) – folheto por Mattia Verazi - L'amante cacciatore (Rome, 1771) - Achille in Sciro (Rome, 1771) - Le avventure di Cleomede (1771) – folheto por Gaetano Martinelli - Cerere placata (Naples, 1772) - Il trionfo di Clelia (Naples, 1774) – folheto por Metastasio - Arcadia conservata - La Griselda - La pellegrina |